# Realofferte
Als Realofferte bezeichnet man im deutschen bürgerlichen Recht eine besondere Form eines Angebotes, das gleichzeitig auf den Abschluss des Kaufvertrages (§ 433 BGB) und auf die dingliche Übereignung (§ 929 BGB) gerichtet ist. Die angebotene Leistung wird dabei meist ohne weiteres tatsächlich bereitgestellt, ohne dass es insoweit einer ausdrücklichen Erklärung bedarf. Die Übereignung steht dabei unter der aufschiebenden Bedingung (§ 158 Abs. 1 BGB) der Annahme des Kaufangebotes. Als Schulbeispiel für Realofferten mögen Zapfsäulen an Tankstellen dienen. Sozialtypischerweise geht der Verkäufer des Benzins davon aus, dass seine Realofferte (Benzinabgabe) vom Autofahrer als Selbstbediener angenommen wird. Der BGH spricht in diesen Fällen von der normierenden Kraft der Verkehrssitte, die dem Verhalten der Annahme der Leistung den Gehalt einer echten Willenserklärung zumisst.
Bei einer Realofferte wird regelmäßig ein konkludenter Verzicht auf den Zugang der Annahme im Sinne des § 151 Satz 1 2. Alt. BGB angenommen. Wichtig wird die Realofferte im Rahmen des § 241a BGB bei der Zusendung unbestellter Waren durch einen Unternehmer an einen Verbraucher, da in dieser Konstellation Eigentum und Besitz an der unbestellten Ware dauerhaft auseinanderfallen. Das Unternehmen hat weder einen Rechtsanspruch auf Rückgabe der Sache noch auf Kaufpreiszahlung, der Empfänger der Ware wird aber auch nicht Eigentümer der Sache, kann jedoch nach Belieben mit der Ware verfahren.